# Cosita linda
A Cosita linda egy amerikai-venezuelai telenovella a Venevision Internationaltól és az Univisiontól. Főszereplői: Ana Lorena Sánchez, Christian Meier, Pedro Moreno, Zuleyka Rivera és Carolina Tejera. A sorozatot 2014. január 6-án mutatta be a TC Television csatorna. Magyarországon még nem került adásba.

## Történet
|  | Alább a cselekmény részletei következnek! |

Ana Lorena Rincón egy gyönyörű, fiatal lány, aki családjával Los Angelesben él. Egy nap megpillantja őt Diego Luján, a sikeres reklámügynökség örököse. Diego ettől a perctől fogva képtelen kiverni a fejéből a lányt, noha közeleg az esküvője Vivianával. Néhány nappal a tervezett esküvő előtt egy hajóúton ismét találkozik Diego és Ana. A váratlan találkozás során egyre jobban elmélyül kettejük kapcsolata és Diego úgy dönt, hogy nem veszi feleségül Vivianát, hanem új életet kezd Anával. A dolgok azonban nem a tervei szerint alakulnak. Viviana rosszindulatú és bosszúálló, ezért csapdába csalja Anát, akit hamarosan letartóztatnak kábítószer birtoklása miatt. Diego csalódottan veszi tudomásul, hogy Ana nem jelent meg a találkozójukon és magyarázat nélkül eltűnt. Amíg Ana a börtönbüntetését tölti Diego és Viviana kibékül. Ana szabadulása után Lupe munkát szerez lányának főnöke házában. Egy menyasszony sminkeseként kell dolgoznia. Ez a menyasszony pedig nem más, mint Viviana. Diego és Ana ismét találkoznak, ... de már túl késő. Diego megnősül. 
Ana és Diego helyzetét tovább bonyolítja, hogy megjelenik Diego féltestvére, Olegario, aki beleszeret Anába. Ádáz harc kezdődik a két testvér között Ana szerelméért. 
|  | Itt a vége a cselekmény részletezésének! |

## Szereplők

### Főszereplők
| Színész(nő)        | Szerepnév                                    | Megjegyzés |
| ------------------ | -------------------------------------------- | --- |
| Christian Meier    | Diego Luján                                  | Narciso és Telma fia, Marijosé, Mariana és Olegario testvére                                                                       |
| Pedro Moreno       | Olegario Pérez                               | Consuelo és Narciso fia, Diego, Marijosé és Mariana testvére                                                                       |
| Zuleyka Rivera     | Viviana 'Vivi' Robles de Luján               | Tiffany testvére, Diego menyasszonya/felesége                                                                                      |
| Carolina Tejera    | Tiffany Robles                               | Vivi testvére |
| Ana Lorena Sánchez | Ana Lorena Rincón                            | Lupe és Santa lánya, Santiago és Dulce testvére                                                                                    |
| Scarlet Gruber     | María José 'Marijosé' Luján / Mariana Vargas | Ikrek. Narciso és Telma lánya, Diego testvére / Prudencia nevelt lánya, valójában Narciso és Telma lánya, Santi barátnője/felesége |
| Adrián Di Monte    | Santiago 'Santi' Rincón                      | Lupe és Santa fia, Ana és Dulce testvére, Mariana barátja/férje                                                                    |
| Alma Delfina       | Santa de Rincón                              | Lupe felesége, Ana, Dulce és Santiago édesanyja                                                                                    |
| Anna Silvetti      | Consuelo Pérez                               | Olegario édesanyja |
| Alfredo Huereca    | Guadalupe 'Lupe' Rincón                      | Narciso sofőrje, Santa férje, Ana, Dulce és Santiago édesapja                                                                      |
| Alberto Salaberry  | Vicente                                      | Laura férje, Debbie édesapja |
| Cristina Bernal    | Palmira                                      | Maya és Nico édesanyja |
| Mariet Rodríguez   | Laura                                        | Vicente felesége, Debbie édesanyja                                                                                                 |
| Ana Sobero         | Prudencia Vargas                             | Ápolónő, Mariana nevelőanyja |
| Norma Zúñiga       | Ramona                                       | Marijosé dadája |
| Liliana Rodríguez  | Chata                                        | Cacho édesanyja |
| Xavier Coronel     | Raúl Yañez                                   | Ügyvéd |
| Mijail Mulkay      | Lisandro Gómez                               | |
| Franklin Virgüez   | Darío                                        | |
| Sandra Itzel       | Maya                                         | Palmira lánya, Nico testvére |
| Emeraude Toubia    | Dulce Rincón                                 | Santa és Lupe lánya, Ana és Santiago testvére                                                                                      |
| Patricio Gallardo  | Nico                                         | Palmira fia, Maya testvére |
| Ana Belén Lander   | Debbie                                       | Vicente és Laura lánya, Marijosé unokatestvére                                                                                     |
| Gisela Abumrad     | Carmela                                      | Cseléd a Luján-házban |
| Juan Carlos Flores | El Pelón                                     | |
| Tali Duclaud       | Romina                                       | Ana Lorena barátjnője |
| Danilo Carrer      | Fede                                         | |
| Jason Canela       | Cacho                                        | Chata fia |
| Henry Zakka        | Narciso Luján                                | Luján Production tulajdonosa, Diego, Marijosé, Mariana és Olegario édesapja                                                        |
| Eva Tamargo        | Telma                                        | Diego, Marijosé és Mariana édesanyja                                                                                               |
| Mauricio Mejía     | Alex                                         | |
| Carlos Garín       | Gastón                                       | |

### Vendég- és mellékszereplők
| Színész(nő)        | Szerepnév | Megjegyzés                  |
| ------------------ | --------- | --------------------------- |
| Armando Acevedo    |           | Pszichológus                |
| Ernesto Molina     |           |                             |
| Gualberto González |           | Orvos                       |
| Isaniel Rojas      |           |                             |
| Juan Cepero        | Hugo      | Rendőr                      |
| Juan David Ferrer  |           | Üzletember                  |
| Miguel Gutiérrez   |           | Pap Diego és Vivi esküvőjén |
| Tomas Doval        |           | Rendőr                      |

## Nemzetközi bemutató
| Ország                    | TV adó        | Cím          | Bemutató                              | Megjegyzés          |
| ------------------------- | ------------- | ------------ | ------------------------------------- | ------------------- |
| Ecuador                   | TC Television | Cosita linda | 2014. január 6. - 2014. szeptember 8. | hétfő-péntek, 13:30 |
| Venezuela                 | Venevision    | Cosita Linda | 2014. január 27. -                    | hétfő-péntek, 14:00 |
| Amerikai Egyesült Államok | Univision     | Cosita Linda | 2014. szeptember 21. -                | hétfő-péntek, 12:00 |

## Korábbi verzió
A 2003-ban készült venezuelai Cosita Rica Fabiola Colmenares és Rafael Novoa főszereplésével.